# Katame-waza
Als Katame-waza (jap. 固技) bezeichnet man die Summe aller im Judo benutzten Grundformen der Grifftechniken. Im näheren Zusammenhang sind hiermit alle Festlegetechniken gemeint, somit also nicht ausschließlich Bodentechniken, sondern beispielsweise auch Armhebel oder Fixierungstechniken im Standkampf.
Die Bodentechniken sind in drei Klassen unterteilt:
- Osae-komi-waza  (jap. 抑込技) (Haltetechniken)
- Shime-waza (jap. 絞め技) (Würgetechniken)
- Kansetsu-waza (jap. 関節技) (Hebeltechniken)

Die Beziehung der beteiligten Budōka – bei der Ausführung der Techniken – zueinander wird durch das Begriffspaar Tori und Uke definiert, wobei Tori der aktive und Uke der passive Partner ist.

## Osae-komi-waza

### Kesa-gatame
Prinzip: Tori liegt/sitzt auf der Seite neben Uke und hält.
- Kesa-gatame
- Kuzure-kesa-gatame
- Ushiro/Gyaku-kesa-gatame
- Kashira/Makura-kesa-gatame
- Uki-gatame

### Kata-gatame
- Kata-gatame

Prinzip: Tori kniet auf der Seite neben Uke und hält.

### Tate-shiho-gatame
Tori liegt/kniet über Uke und hält.
- Tate-shiho-gatame
- Kuzure-tate-shiho-gatame
- Tate-sankaku-gatame

### Yoko-shiho-gatame
Prinzip: Tori liegt/kniet/sitzt auf dem Bauch neben Uke und hält.
- Yoko-shiho-gatame
- Kuzure-yoko-shiho-gatame
- Kata-osae-gatame
- Mune-gatame

### Kami-shiho-gatame
Tori liegt/kniet hinter Ukes Kopf und hält.
- Kami-shiho-gatame
- Kuzure-kami-shiho-gatame
- Ura-shiho-gatame
- Kami-sankaku-gatame

## Shime-waza

### Juji-jime
Prinzip: Tori würgt mit Unterarmen, während die Hände gekreuzt sind.
- Kata-juji-jime
- Nami-juji-jime
- Gyaku-juji-jime
- Tomoe-jime
- Sode-guruma

### Okuri-eri-jime
Prinzip: Tori befindet sich hinter Uke und würgt durch Zuziehen von Ukes Revers.
- Okuri-eri-jime
- Gyaku-okuri-eri-jime

### Kata-ha-jime
Prinzip: Tori fixiert einen Arm und Schulter Ukes und würgt.
- Kata-ha-jime
- Kaeshi-jime
- Gyaku-gaeshi-jime
- Othen-jime

### Hadaka-jime
Prinzip: Tori würgt ohne das Revers Ukes.
- Hadaka-jime
- Ushiro-jime
- Sankaku-jime

### Ryo-te-jime
Prinzip: Tori würgt mit dem Kragen Ukes ohne Überkreuzung der Unterarme.
- Ryo-te-jime
- Maki-komi-jime

### Kata-te-jime
Prinzip: Tori würgt mit nur einer Hand.
- Kata-te-jime
- Tsuki-komi-jime
- Ebi-jime

### Ashi-jime
Prinzip: Tori würgt mit den Beinen.
- Kata-jime
- Ashi-jime
- Kagato-jime
- Kensui-jime
- Kami-shiho-ashi-jime

## Kansetsu-waza
Unterscheidung:
- Ude-Hishigi (ein gestrecktes Gelenk hebeln)
- Ude-Garami (ein gebeugtes Gelenk hebeln)

Um Verletzungen zu vermeiden, wird generell ausschließlich das Ellbogengelenk gehebelt, d. h. kein Hand- oder Schultergelenk. Einzige Ausnahme ist das Kniegelenk, das aber nur in einer einzigen Technik in der Katame-No-Kata zum Erlangen des zweiten Dan-Grades gehebelt wird.

### Juji-gatame
Prinzip: Tori klemmt Ukes Arm zwischen seine Beine und hebelt.
- Juji-gatame
- Gyaku-juji-gatame
- Kami-udehishigi-juji-gatame
- Yoko-udehishigi-juji-gatame
- Othen-gatame

### Ude-gatame
Prinzip: Tori legt beide Hände von hinten auf Ukes Ellenbogen und hebelt.
- Ude-gatame
- Gyaku-ude-gatame
- Mune-ude-gatame
- Hizi-maki-komi
- Kuzure-hizi-maki-komi

### Ashi-gatame
Prinzip: Tori hebelt mit den Beinen.
- Ashi-gatame
- Hiza-gatame
- Kami-hiza-gatame
- Yoko-hiza-gatame
- Ryo-hiza-gatame
- Kesa-ashi-gatame

### Hara-gatame
Prinzip: Tori hebelt über den Bauch.
- Hara-gatame
- Gyaku-hara-gatame

### Waki-gatame
Prinzip: Tori hebelt mit seiner Körperseite.
- Waki-gatame
- Gyaku-waki-gatame

### Kannuki-gatame (閂固 =　かんぬき がんこ)
Prinzip: Tori verriegelt Ukes Arm und hebelt.
- Kannuki-gatame
- Mune-kannuki-gatame
- Gyaku-kannuki-gatame
- Kami-shiho-kannuki-gatame
- Ryo-kannuki-gatame

### Ude-garami
Prinzip: Tori beugt Ukes Arm und hebelt.
- Ude-garami
- Gyaku-ude-garami
- Kesa-garami
- Gyaku-kesa-garami
- Waki-garami
- Gyaku-waki-garami
- Ashi-garami
- Hara-garami